# Euripus halizona
Euripus halizona är en fjärilsart som beskrevs av Hans Fruhstorfer 1903. Euripus halizona ingår i släktet Euripus och familjen praktfjärilar. Inga underarter finns listade i Catalogue of Life.